# 13140 Shinchukai
13140 Shinchukai este un asteroid din centura principală de asteroizi.

## Descriere
13140 Shinchukai este un asteroid din centura principală de asteroizi. A fost descoperit pe 4 noiembrie 1994 la Kitami de Kin Endate și Kazuro Watanabe. Asteroidul prezintă o orbită caracterizată de o semiaxă mare de 2,69 ua, o excentricitate de 0,30 și o înclinație de 5,2° în raport cu ecliptica.